# Muriel Foster
Muriel Foster (Sunderland, 22 novembre 1877 – 23 dicembre 1937) è stata un contralto inglese che eccelleva negli oratori. Il Dizionario di Grove descrive la sua voce come "una delle voci più belle del suo tempo".

## Biografia
Muriel Foster nacque a Sunderland, Tyne and Wear, nel 1877. Era una di due gemelle, sua sorella era Hilda Foster. Muriel e Hilda studiarono al Royal College of Music di Londra. Il debutto di Muriel nell'oratorio fu nel King Saul di Hubert Parry nel 1896. Le sorelle Foster si esibirono come duetto nei concerti popolari del 1899. Hilda si ritirò nel 1900 dopo il matrimonio. Muriel Foster si esibì ne Il sogno di Geronte di Edward Elgar sotto Julius Buths a Düsseldorf nel maggio del 1902. Della sua interpretazione il Manchester Guardian scrisse: "La parte dell'angelo è stata affidata a Miss Muriel Foster con una voce meravigliosamente bella e genuina..." aveva precedentemente cantato in Sea Pictures di Elgar. Fu anche memorabile in Alto Rhapsody di Brahms.
Era un'amica personale di Elgar e cantò nella prima rappresentazione della sua Coronation Ode del 1902, The Apostles (1903) The Kingdom (1906), The River (1910) e The Music Makers (1912). Elgar dedicò la sua canzone A Child Asleep al figlio di Muriel Foster Anthony Goetz "perché gliela canti sua madre". Nel gennaio 1914 cantò ad un concerto della Royal Philharmonic nell'aria Aus der Tiefe des Grames dall'Achilleus di Max Bruch, sotto la direzione di Willem Mengelberg e raggiunse l'onore della Medaglia d'Oro della Royal Philharmonic Society.
Cantò anche in recital di lieder, il suo accompagnatore regolare era Anthony Bernard.
Muriel Foster si esibiva regolarmente a Londra e nelle province, nonché in Germania, Paesi Bassi, Russia e Stati Uniti. Aveva la padronanza di un notevole numero di lingue.
Nel 1906 sposò Ludovic Goetz e in seguito entrambi cambiarono il loro cognome in Foster.

## Citazione
Charles Villiers Stanford scrisse di lei: “Non ha la voce enorme di Clara Butt, ma ha più poesia e ha la musicalità sulla punta delle dita”